# Province de José María Avilés
La province de José María Avilés est une des 6 provinces du département de Tarija, en Bolivie. Son chef-lieu est Uriondo.